# Герхард Холц-Баумерт
Герхард Холц-Баумерт (на немски: Gerhard Holtz-Baumert) е немски детски писател.

## Живот
Герхард Холц-Баумерт е роден в Берлин в селско-работническо семейство. Още преди да завърши гимназия, трябва да служи в зенитната артилерия по време на Втората световна война. В края на войната бягството му от настъпващите американски части го отправя към Дания. Попада в плен и е въдворен във военнопленнически лагер, от който успява да избяга. През лятото на 1945 г. се завръща в Берлин и завършва гимназия с матура.

## Литературна и публицистична дейност
Като член на ръководството на организацията Свободна германска младеж Холц-Баумерт се занимава с областта „театър и литература“ и участва в новосъздадената издателска колегия на библиотечната поредица Прогресивна световна литература. Самият той започва да пише и от 1951 г. е главен редактор на различни детски списания, а от 1963 до 1988 г. е главен редактор на поредицата Приноси към детската и юношеската литература, като публикува теоретически статии в тази област. От 1961 г. Герхард Холц-Баумерт е писател на свободна практика. През 1966 г. завършва задочен курс по журналистика. Книгите му за десетгодишното момче Алфонс Треперибузков спадат към най-известните произведения за деца от ГДР.

## Организационна и партийна дейност
Въз основа на преживяванията си от войната през 1946 г. Герхард Холц-Баумерт става член на новооснованата организация Свободна германска младеж, а през 1947 г. става член на Германската единна социалистическа партия (ГЕСП). През годините 1947 до 1951 изпълнява задачи главно в областта на културата и възпитанието. През 1948 г. е ръководител на Младежката политическа школа в Берлин, а през 1949 г. поема поста заместник ръководител на Дома на пионерите.
От 1981 г. Герхард Холц-Баумерт е кандидат, а от 1986 г. редовен член на централния комитет на ГЕСП. От 1959 г. членува в Съюза на писателите на ГДР, където от 1969 до 1990 г. се числи към председателството на съюза, а от 1972 г. към неговия президиум. От 1971 до 1990 представлява Съюза по култура в Парламента.
От 1957 г. Герхард Холц-Баумерт е секретен сътрудник на ЩАЗИ под псевдонима Франсоа Вийон.

## Награди и отличия
- 1965: Отечествен орден за заслуги (бронзов)
- 1973: Награда Хайнрих Хайне на Министерството на културата на ГДР
- 1975: Национална награда на ГДР
- 1977: Отечествен орден за заслуги (сребърен)
- 1984: Награда Гьоте на град Берлин
- 1984: Литературна награда Ратенфенгер
- 1987: Национална награда на ГДР
- 1987: Почетен доктор на Педагогическия висш институт „Карл Фридрих Вилхелм Вандер“, Дрезден